# Katzentrögel

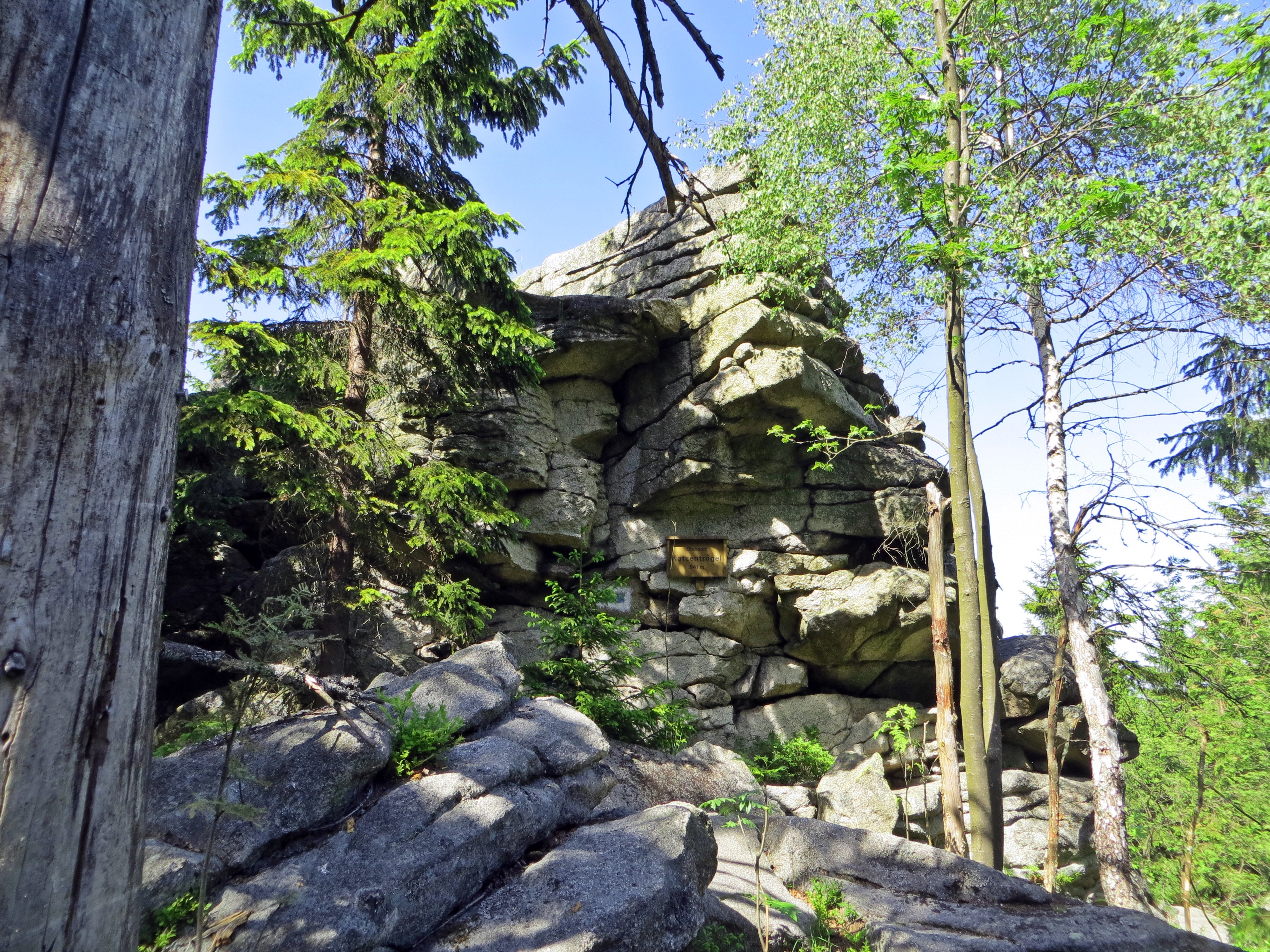
Der auf 941 m ü. NHN hoch gelegene Katzentrögelfelsen

Der Katzentrögel ist eine Felspartie am Nordhang der Platte im Steinwald und liegt nur wenige Gehminuten nördlich vom Oberpfalzturm entfernt versteckt im Wald. Mit 941 m ü. NHN liegt der Felsen etwas höher als die gegenüberliegende Kösseine im Fichtelgebirge. Der Felsen ist als Naturdenkmal ausgewiesen.

## Geschichte
Bevor auf der Platte der Oberpfalzturm errichtet wurde, war der Katzentrögelfelsen einer der meistbesuchten Aussichtspunkte im Steinwald. Vor 125 Jahren wurde zur höchsten Plattform die erste Besteigungsanlage gebaut. Der merkwürdige Name „Katzentrögel“ soll von einer Verwitterungsvertiefung in der Südwestecke der Granitfelsen herrühren. Zu der Zeit, als der Sage nach noch Riesen im Steinwald hausten, hatten deren Katzen dort ihr Tröglein.
Im Jahr 2009 wurde die Besteigungsanlage aus Naturschutzgründen aufgelassen. Der Wanderweg dorthin wurde abmarkiert, die Treppen wurden abmontiert.

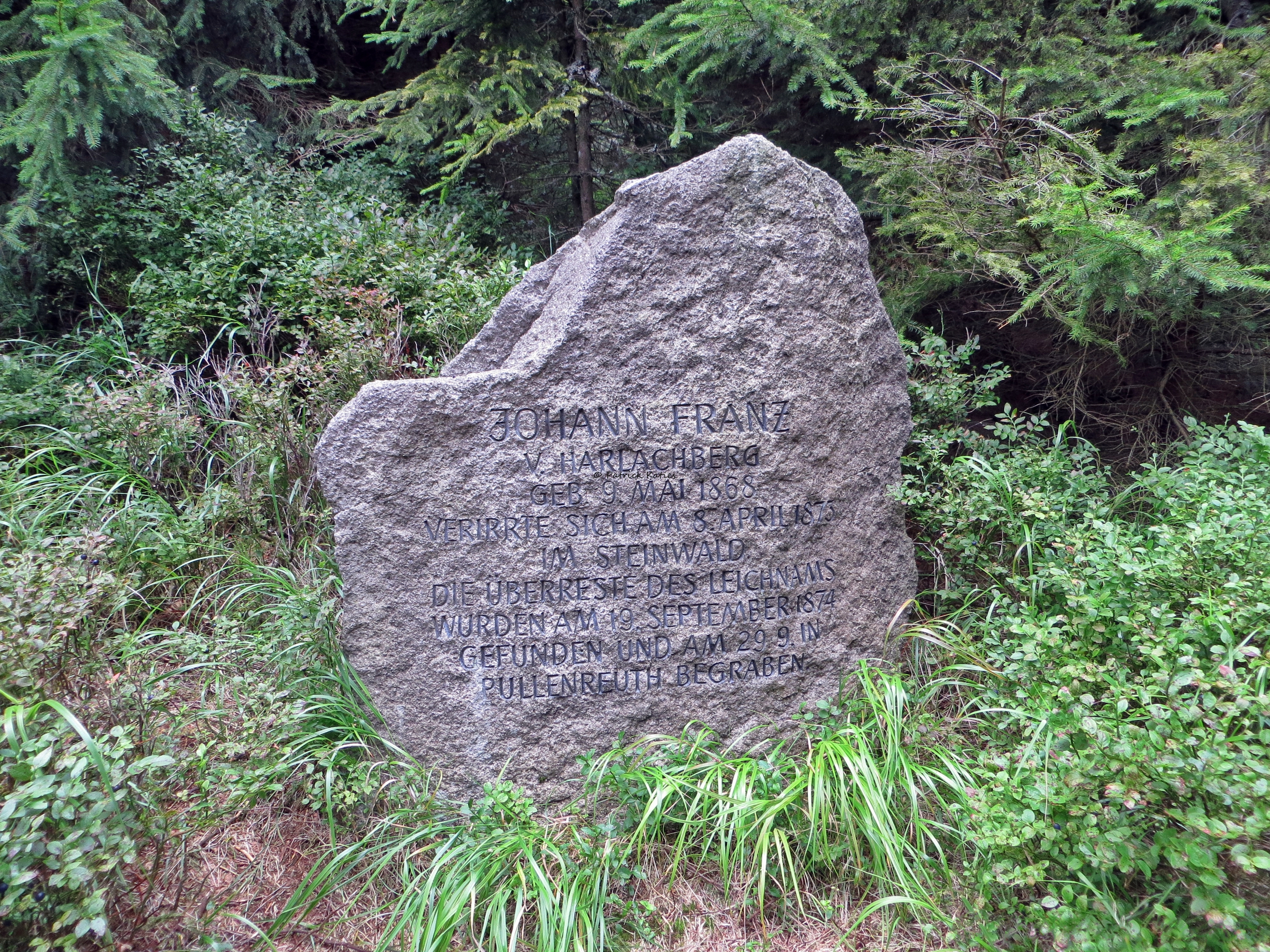
Gedenkstein in der Nähe des Katzentrögels

Nordöstlich unterhalb des Katzentrögels erinnert ein Gedenkstein an den fünfjährigen Johann Franz aus Harlachberg, der sich am 8. April 1873 im Steinwald verirrte und dessen Überreste erst mehr als ein Jahr später am 19. September 1874 gefunden wurden.